# Giomici
Giomici (Giòmici) è una frazione del comune di Valfabbrica (PG).
Secondo i dati del censimento Istat 2001  Archiviato il 27 ottobre 2020 in Internet Archive., il paese era abitato da 6 abitanti.
Esso consiste, fondamentalmente, del castello omonimo, che si trova a 567 m s.l.m., e di poche abitazioni (case coloniche) circostanti. È localizzato sulle colline tra Valfabbrica e Casacastalda e si affaccia sulla valle del fiume Chiascio, proprio sopra dove dovrebbe svilupparsi il lago artificiale generato dalla diga di Valfabbrica.

## Storia
Il nome sembra derivare da un nobile tedesco, Glomisso, arrivato in Umbria nell'XI secolo come vassallo di Ottone III di Sassonia e primo signore del castello. Il nome si è poi trasformato in Glomisci, Giomisci e, infine, Giomici. In seguito appartenne ai conti Suppolini e poi ai longobardi conti di Coccorano.
Per la sua posizione strategica fu conteso tra Assisi e Gubbio, fino a quando Federico Barbarossa lo sottomise prima, nel 1160, alla città di san Francesco e poi, nel 1163, alla città dei Ceri. Fino al 1217 così rimase, quando entrò legalmente nella sfera d'influenza di Perugia, grazie al podestà Pandolfo di Figura, anche se di fatto Gubbio vi continuava ad inviare le sue truppe.
Vi fu dunque un periodo di dominio da parte dei conti Bigazzini di Coccorano e poi passò ai Gabrielli di Gubbio, che lo mantennero per diverse centinaia di anni. La giurisdizione invece passò per un po' ad Assisi ma poi ritornò sempre a Gubbio.
Nel 1419, un'incursione di Braccio da Montone ne danneggiò le mura.
Durante il Rinascimento, per quasi 250 anni, costituiva il confine meridionale del Ducato di Montefeltro, sotto cui ricadeva Gubbio. Nel XVIII secolo il castello divenne proprietà dei Vagni, facoltosa famiglia locale, che tuttora ne possiede una parte.
Nel 1873, date le cattive condizioni delle strade di collegamento, gli abitanti minacciarono il comune di Gubbio, qualora non avesse provveduto, di passare ad altro comune. Tale passaggio avvenne effettivamente dopo oltre cinquant'anni: con Regio Decreto 14 gennaio 1929 n. 82, la frazione di Giomici fu assegnata al territorio del Comune di Valfabbrica.

## Monumenti e luoghi d'interesse
- Il Castello (XI secolo), caratterizzato da una torre merlata e da una serie di bifore e monofore. Il castello di Giomici è stato dichiarato di interesse storico-culturale e vincolato ai sensi della L.M. n. 1089/39.
- Chiesa di San Michele Arcangelo (1154), contenente affreschi di Matteo da Gualdo e ceramiche di Antonio Biagioli, ispirate allo stile del Della Robbia, tra cui una bellissima pala d'altare.
- Nell'abitazione di residenza della famiglia Balestra si conservano invece gli affreschi dei conti Rinaldo e Ugolino II.
- Laghetto del fantasma: così chiamato perché vi trovò la morte il giovane Filippo Rossi-Mastrini ( n.30-10-1905 m.9-03-1923 ) figlio del marchese Francesco Rossi-Mastrini ( n.25-06-1882 m.01-05-1965 ).[senza fonte]

## Ieri e oggi
Prima del progressivo spopolamento del castello e del comprensorio circostante, culminato negli anni '70, a Giomici sono stati attivi vari servizi di pubblica utilità ed esercizi commerciali, i cui edifici sono tuttora agevolmente riconoscibili. 
- La Scuola Elementare, attualmente trasformata in appartamento vacanze, sorge nell'area pianeggiante a valle del borgo, lungo il viale che conduce al cimitero.
- La rivendita di Sali e Tabacchi, con annessi drogheria, bar, cantina e Posto Telefonico Pubblico, è situata a destra dell'arco di accesso al castello; anch'essa è stata ristrutturata in moduli per accoglienza turistica.
- La bottega del falegname, sita all'interno del castello, a metà strada della salita tra l'arco e la piazzetta.
- Il forno a legna, in muratura, ad uso pubblico: è ancora visibile, a breve distanza dal lato sinistro delle mura castellane.
- Il Gioco delle Bocce, situato in posizione ribassata rispetto alle mura, in direzione opposta al forno: consisteva in due pallai e in un'area ricreativa.
- La cassetta per l'invio della posta, era collocata su uno degli edifici della piazzetta.

## Curiosità
- All'esterno delle mura del castello, sono collocate due fontanelle ricavate dagli involucri di due voluminose bombe d'aereo, risalenti alla Seconda Guerra Mondiale. Una cannella è posta di fronte all'arco di ingresso al borgo, l'altra è adiacente alla piazzetta.
- Dalla stessa piazzetta si raggiunge il caratteristico Vicolo Baciadonne, che termina poco dopo, di fronte all'antica residenza parrocchiale.
- A lato del portone della canonica, la mattonella col numero civico ci ricorda che Giomici, fino agli Anni Venti, era amministrativamente un "vocabolo" della frazione eugubina di Scritto.

## Economia
La principale attività economica della zona è quella legata all'agriturismo, dato che il castello è diventato una residenza d'epoca. Nel territorio circostante è invece sviluppata l'agricoltura e la zootecnia.